# Joaquim de Paula Souza
Joaquim de Paula Souza ook: Joaquim de Paula Souza Bonsucesso (Arraial de Nossa Senhora da Conceição dos Prados, Prados (Minas Gerais), ca. 1760 – aldaar, 1820) was een Braziliaans componist en violist.

## Levensloop
Hij was verantwoordelijk voor de ontwikkeling van de muzikale structuur in het gebied. Het is hem mee te verdanken, dat er verschillende uitgaven van de andere 18e-eeuwse componisten vanuit deze goudmijnenstreek, zoals José Joaquim Emerico Lobo de Mesquita en Manoel Dias de Oliveira, tot nu is bewaard gebleven. Voor een bepaalde tijd was hij ook afgevaardigde van zijn gemeente in de Senaat van de microregio São João del Rei. Als componist schreef hij vooral kerkmuziek. In zijn werken staat als auteur meestal "Bonsucesso", daarom draagt hij ook  deze bijnaam.

## Composities

### Missen en gewijde muziek
- 1799 Missa e Credo em Dó Maior
- 1823 Missa Grande em Sol Maior
- 1833 Antífona de São Joaquim (Laudemus Virum Gloriosum)[2]
- Encomendação das Almas
- Ladainha de Nossa Senhora. em Fá Maior
- Ladainha em Dó Maior
- Ladainha em Sol Maior
- Missa e Credo em Sol
- Missa Pequena em Dó, voor 4 vocalisten, twee violen, altviool, contrabas, 2 hobo's en 2 trompetten
- Responsórios Fúnebres
- Trezena de Santo Antônio
- Veni Sancte Spíritus